# محمد علي (لاعب كريكت)
محمد علي (12 أغسطس 1989 في باكستان - ) هو لاعب كريكت باكستاني.

## وصلات خارجية
- محمد علي (لاعب كريكت) على موقع إي آس بي آن كريك إنفو (الإنجليزية)